# ویلیس بنسون ماچن
ویلیس بنسون ماچن (به انگلیسی: Willis Benson Machen) سناتور سابق عضو حزب دموکرات ایالات متحده آمریکا بود. وی در سال ۱۸۷۲ تا ۱۸۷۳ میلادی سناتور ایالت کنتاکی در سنای ایالات متحده آمریکا بود.